# Малая ромбовидная мышца
Малая ромбовидная мышца (лат. m. romboideus minor) — располагается под трапециевидной мышцей между лопатками, имея вид ромбической пластинки.
Начинается от нижней части выйной связки и 2 нижних шейных позвонков (или последнего шейного и первого грудного). Идёт латерально и книзу, прикрепляясь к медиальному краю лопатки.

## Функция
Приближает лопатку к позвоночному столбу к середине и вверх.